# Massif du Montaigu
Le massif du Montaigu est un massif de montagnes de la chaîne des Pyrénées situé dans le département des Hautes-Pyrénées en région Occitanie, en France. Il mesure 20 km de long pour 10 km de large, et culmine au pic du Montaigu à 2 339 mètres,,.
Le sud du massif est une zone de haute montagne pour les Pyrénées, avec des sommets à plus de 2 000 m, tandis que la partie nord est une zone de moyenne montagne (de 1 000 à 2 000 m) en général boisée sauf au niveau des crêtes.
Géologiquement parlant, le relief se trouve au sud de la faille nord-pyrénéenne, ce qui classe le massif dans la zone axiale des Pyrénées. Les roches sont de nature sédimentaire (pélites schisteuses et grès) de la période du Dévonien inférieur et moyen.

## Toponymie
Le nom Montaigu signifie « mont pointu » ou « montagne pointue ».

## Géographie
C'est un massif de moyenne montagne, sauf pour les environs du pic du Montaigu, en avant de la chaîne des Pyrénées et individualisé par rapport au massif du Pic-du-Midi-de-Bigorre situé plus au sud, et relié à ce dernier via la hourquette d'Ouscouaou. Il est enserré entre la vallée de Lourdes à l'ouest (ou du gave de Pau), la vallée d'Isaby au sud-ouest, la vallée de Bagnères-de-Bigorre à l'est (haute vallée de l'Adour), et la vallée de Lesponne au sud-est. Au nord le relief descend et fini dans le piémont bigourdan (qui fait en fait partie des Pré-Pyrénées), zone de basse montagne au sud de Tarbes.
| Vallée du gave de Pau Massif du Granquet             | Piémont bigourdan                                       | Piémont bigourdan                                   |
| Vallée du gave de Pau                                | massif du Montaigu                                      | Vallée de Lesponne Massif du Pic-du-Midi-de-Bigorre |
| Vallée d'Isaby et du gave de Pau Massif de Cauterets | Hourquette d'Ouscouaou Massif du Pic-du-Midi-de-Bigorre | Vallée de Lesponne Massif du Pic-du-Midi-de-Bigorre |

### Principaux sommets

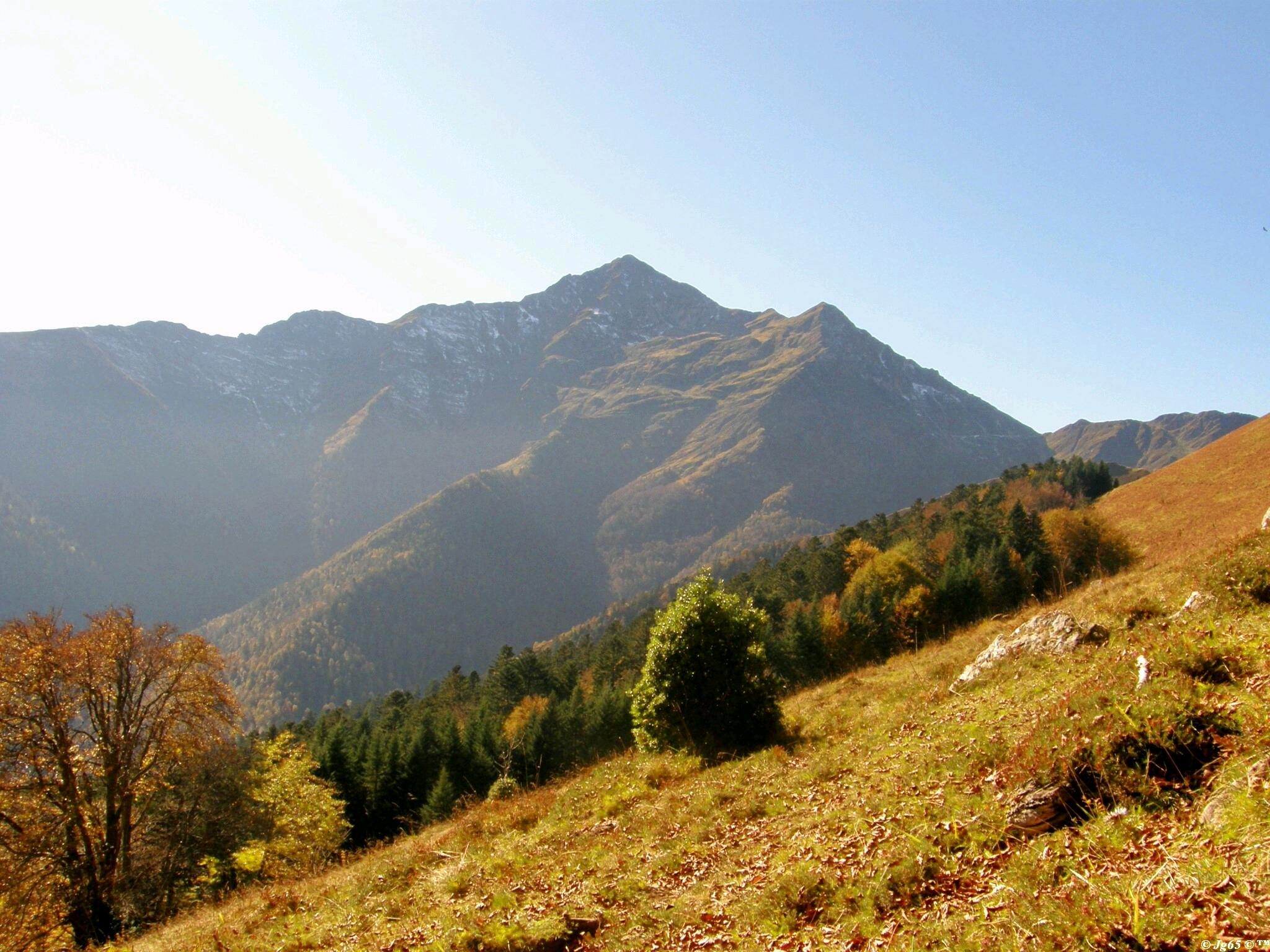
Versant nord du pic du Montaigu.

| Sommet                           | Altitude (mètres) |
| -------------------------------- | ----------------- |
| Pic du Montaigu                  | 2 339             |
| Pic d'Oussamiaou                 | 2 056             |
| Pic du Mont                      | 2 009             |
| Pic de Barran                    | 1 982             |
| Pic de Naouit                    | 1 913             |
| Pic de l'Oussouet                | 1 873             |
| Hautacam ou Soum de Dabant Aygue | 1 746             |

### Géologie
La zone se trouve principalement au sud de la faille nord-pyrénéenne, ce qui classe le massif dans la zone axiale des Pyrénées. Cette faille passe à la limite nord du massif du Montaigu sauf dans son coin nord-ouest qui fait partie des Pré-Pyrénées. Au sud, le massif du Montaigu et le massif du Pic-du-Midi-de-Bigorre ne forment qu'un géologiquement parlant, la nature des couches sédimentaires principales étant la même. Seul le creusement de vallées glaciaires profondes au Pléistocène (−3 Ma à −10 000 ans), comme la vallée de Lesponne, a permis d'individualiser ces deux massifs d'un point de vue du relief.
Les roches actuelles de surface sont composées de strates géologiques issues de roches sédimentaires de type détritique (pélites schisteuses et grès) formées au cours du Dévonien inférieur et moyen (nappe de Gavarnie). Le coin nord-ouest près de Lourdes est composé de flysch datant du crétacé supérieur (de −100 à −66 Ma), et qui fait partie des Pré-Pyrénées (voir zone nord-pyrénéenne). Ce flysch est représentatif de la mer peu profonde présente au tout début de l'orogenèse pyrénéenne, et qui a fini par se fermer vers -40 Ma.
Au Paléogène, de −66 à −23 Ma, la remontée vers le nord de la plaque africaine entraîne avec elle la plaque ibérique. Celle-ci, coincée entre la plaque africaine au sud et la plaque européenne au nord, va entrer en collision avec elles, formant la cordillère Bétique au sud et la chaîne des Pyrénées au nord. Au niveau de la zone du massif du Montaigu, les roches sont alors progressivement comprimées et remontées en altitude entre −53 et −33 Ma durant l'Éocène, puis l'érosion glaciaire va creuser la vallée du Gave de Pau à l'ouest et la vallée de Lesponne au sud-est, formant ainsi les limites de relief du massif. On retrouve d'ailleurs de nombreuses moraines de maximum glaciaire sur les pentes du massif au niveau de ces deux vallées.

### Climat
Les plus hauts sommets du massif connaissaient des neiges éternelles jusque dans les années 1960 à 1970.

## Activités humaines

### Protection environnementale
Plusieurs ZNIEFF couvrent la zone dont principalement la ZNIEFF 730011646 dite « massifs du Montaigu et de Hautacam ».

### Économie

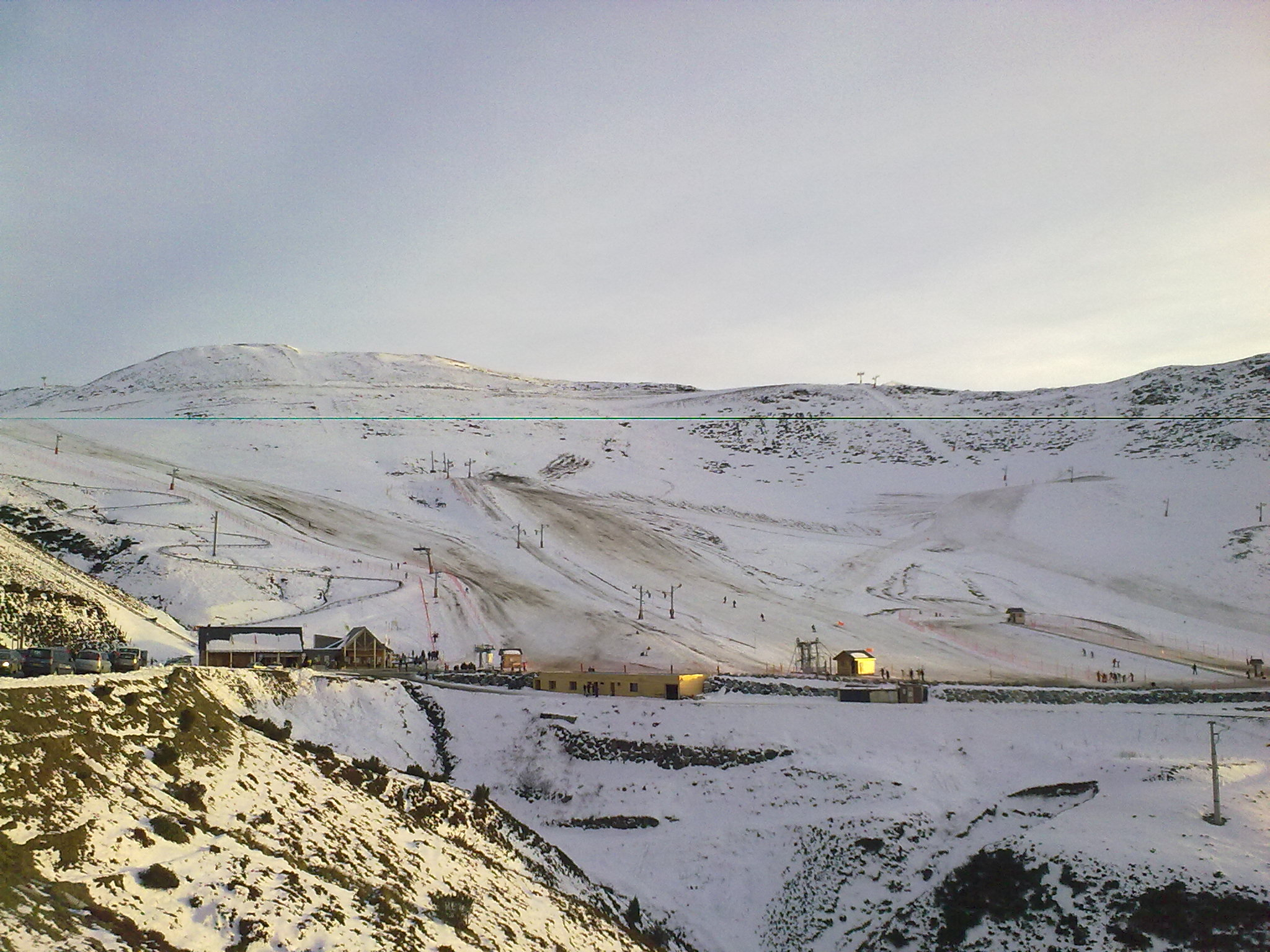
Station d'Hautacam.

- Station de ski d'Hautacam